# Christoph Geilen
Christoph Claus Geilen (* 28. Juni 1960 in Berlin) ist ein deutscher Humanmediziner und Biochemiker. Er ist Gründungsrektor der HMU Health and Medical University Potsdam.

## Leben
Geilen studierte von 1979 bis 1986 Humanmedizin und von 1982 bis 1988 Biochemie an der Freien Universität Berlin. 1988 promovierte er im Fach Humanmedizin und 1993 im Fach Chemie.
Von 1988 bis 1993 war Geilen wissenschaftlicher Mitarbeiter am Institut für Molekularbiologie und Biochemie der FU Berlin tätig. Er habilitierte 1995 im Fach Physiologische Chemie. Von 1993 bis 1996 arbeitete er als wissenschaftlicher Mitarbeiter an der Klinik- und Poliklinik für Dermatologie des Universitätsklinikums Benjamin Franklin. 1997 wurde Geilen Facharzt für Dermatologie und Venerologie und habilitierte zwei Jahre später im Fach Dermatologie und Venerologie am Fachbereich Humanmedizin der FU Berlin. Im Jahr 2000 wurde er zum außerplanmäßigen Professor für Physiologische Chemie berufen.
1997 wurde Geilen Oberarzt an der Klinik- und Poliklinik für Dermatologie des Universitätsklinikums Benjamin Franklin. Von 2000 bis 2004 war er dort leitender Oberarzt und Stellvertreter des Klinikdirektors. In den Jahren 2004/05 arbeitete er als leitender Oberarzt der Klinik für Dermatologie, Venerologie und Allergologie der Charité in Berlin. Von 2005 bis 2014 betrieb Geilen eine eigene Privatpraxis für Dermatologie, Venerologie und Allergologie in Berlin, im Jahr 2015 verlegte er den Praxisstandort nach Potsdam. Seit 2006 ist Geilen CEO eines Beratungsunternehmens mit dem Tätigkeitsschwerpunkt im Bereich von Forschung und Lehre. 
Von 2006 bis 2011 war er kommissarische Vertreter des Lehrstuhls für Biochemie der Medizinischen Fakultät Mannheim der Universität Heidelberg tätig. An der MSH Medical School Hamburg war er von 2013 bis 2015 Dekan der Fakultät Humanwissenschaften und ist seit 2015 Prorektor für Studium und Lehre.
Seit Januar 2020 ist er Rektor der HMU Health and Medical University in Potsdam.
Geilen ist verheiratet und Vater von drei Kindern.